# Перов, Иван Фёдорович
Иван Фёдорович Перов (14 января 1951, с. Уда, Сапожковский район, Рязанская область, РСФСР, СССР — 8 августа 2021, Рязань, Россия) — советский и российский руководитель органов внутренних дел. Начальник Управления внутренних дел по Рязанской области (июнь 1995 — апрель 2011). Генерал-майор милиции, кандидат юридических наук (1999), кандидат экономических наук (2007).

## Биография
Родился 14 января 1951 в селе Уда Сапожковского района Рязанской области, в многодетной семье — у него есть четверо братьев и сестёр.
В 1968 окончил Канинскую среднюю школу. В том же году поступил в Шацкий техникум механизации, после окончания которого работал водителем в совхозе «Сапожковский».
С января 1974 на службе в органах внутренних дел. С 1974 по 1979 — участковый инспектор милиции ОВД Сапожковского райисполкома, старший инспектор профилактической службы ОВД Сапожковского райисполкома.
С 1979 по 1981 — заместитель начальника, с 1981 по 1985 — начальник ОВД Пителинского райисполкома.
С 1985 по 1991 — начальник ОВД Рыбновского райисполкома, с 1991 по 1995 — заместитель начальника Управления внутренних дел Рязанской области — начальник службы по работе с личным составом.
В 1984 окончил Московский филиал юридического заочного обучения при Академии МВД СССР. В 1999 защитил диссертацию на соискание учёной степени кандидата юридических наук по теме «Уголовно-правовые и криминологические вопросы борьбы с вымогательством». В 2007 защитил диссертацию на соискание учёной степени кандидата экономических наук по теме «Разработка системы управления сложной иерархической системой (холдингом) с учётом требований экономической безопасности».
С июня 1995 по 18 апреля 2011 — начальник Управления внутренних дел по Рязанской области. Внёс огромный вклад в борьбе с организованной преступностью. Под его руководством была ликвидирована Слоновская организованная преступная группировка, занимавшаяся рэкетом, отмыванием денег, убийствами и мошенничеством. По итогам 2010 года являлся самым состоятельным сотрудником МВД России.
Неоднократно выезжал в Северо-Кавказский регион, возглавлял сводные отряды рязанской милиции во время специальных операций по ликвидации незаконных вооружённых формирований.
Перов на протяжении почти 16 лет возглавлял Управление внутренних дел по Рязанской области, был единственным руководителем внутренних дел области, родившимся в Рязанской области. Последовательно прошёл все должности от участкового до начальника Управления внутренних дел.
Распоряжением губернатора Рязанской области Олега Ковалёва 25 октября 2012 года назначен министром региональной безопасности и контроля Рязанской области. Занимал должность до октября 2015 года.
С 2019 и до конца жизни — директор по безопасности, режиму и противодействию коррупции Фонда капитального ремонта многоквартирных домов Рязанской области.

## Общественная деятельность
С 1995 является председателем Рязанской областной организации ВФСО «Динамо». Спортсмены «Динамо» регулярно принимают участие во всероссийских и международных соревнованиях, неизменно показывая высокие результаты в различных видах спорта — дзюдо, самбо, волейболе, стрельбе из табельного оружия, рукопашном бое. В ноябре 2007 Перову была вручена благодарность Полномочного представителя Президента Российской Федерации в Центральном федеральном округе Георгия Полтавченко за подготовку спортсменов УВД по Рязанской области и победу на международных соревнованиях по волейболу на спартакиаде ВСО «Динамо» по служебно-прикладным видам спорта среди сборных команд динамовских организаций федеральных округов России.

## Смерть

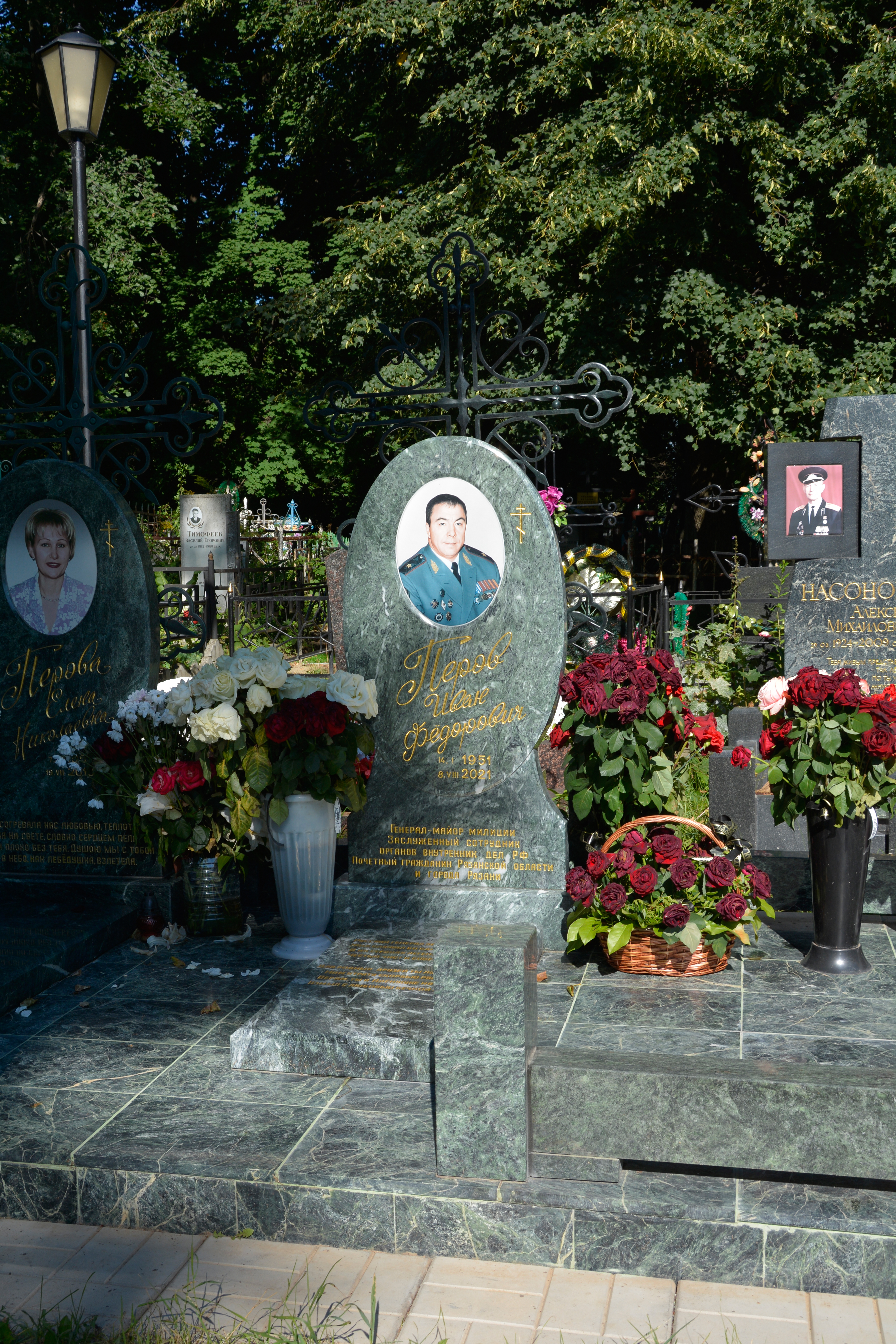
Могила И.Ф. Перова в Рязани

8 августа 2021 года обнаружен в Солотче со следами огнестрельного ранения в голову. Рядом находился наградной пистолет Макарова. Был доставлен в Рязанскую областную клиническую больницу, где скончался. СК России по Рязанской области возбудило уголовное дело по ч. 1 ст. 110 УК РФ — «Доведение до самоубийства».
Похоронен 11 августа на Скорбященском кладбище в городе Рязань рядом с супругой. На могильной плите эпитафия: «Русский генерал земли рязанской. Жил, служил во благо всех людей. В их сердцах легендою остался. Честью чист и совестью своей...».

## Наследие

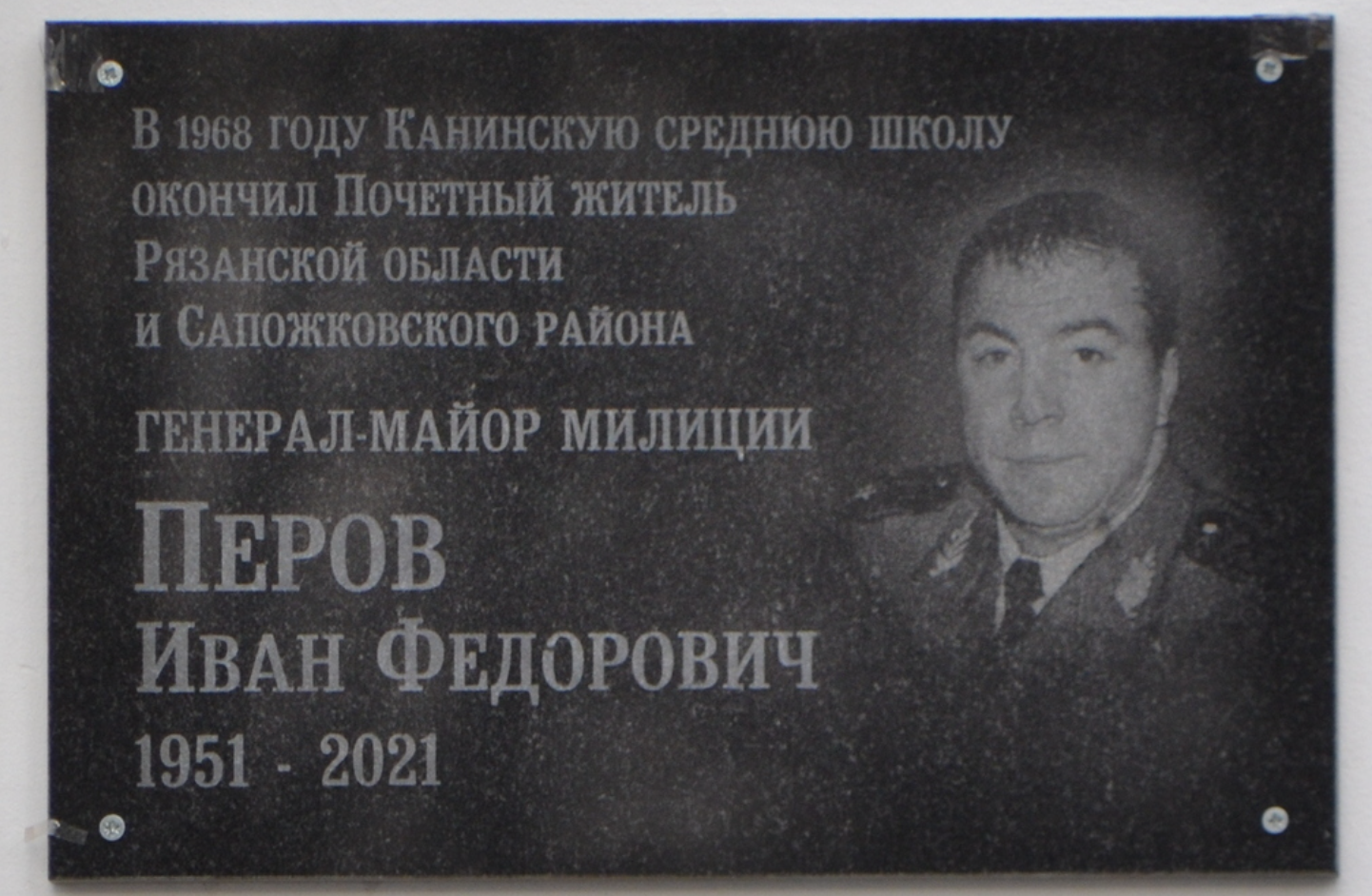
Мемориальная доска в честь И.Ф. Перова в с. Канино Рязанской обл.

В день рождения Ивана Федоровича Перова 14 января 2025 года установлена мемориальная доска на стене Канинской средней общеобразовательной школы в с. Канино Сапожковского района Рязанской области

## Семья
Отец — Фёдор Максимович Перов, мать — Татьяна Ивановна Перова.
Жена — Елена Николаевна Перова (скончалась). Дочь — Татьяна, имеет педагогическое и юридическое образование. Полномочный представитель Министерства экономического развития России по Рязанской области. Преподавала психологию в Рязанском государственном университете, кандидат педагогических наук.

## Награды
Государственные
- Орден Почёта
- Медаль ордена «За заслуги перед Отечеством» II степени

Ведомственные
- Медаль «За безупречную службу» I, II, III степеней
- Знак «Отличник советской милиции»
- Заслуженный сотрудник органов внутренних дел Российской Федерации
- Медаль «За доблесть в службе» (МВД России)
- Именное оружие от министра внутренних дел Российской Федерации — пистолет Макарова (МВД России)
- Нагрудный знак «Почётный сотрудник МВД» (МВД России)
- Медаль «За заслуги в управленческой деятельности» (МВД России)

Региональные
- Почётный гражданин города Рязани (25 апреля 2002)
- Почётный гражданин Рязанской области

Общественные
- Орден Серебряная Звезда «Общественное признание» (Национальный фонд «Общественное признание»)